# Berit Strand
Berit Strand (1940) è un'ex sciatrice alpina norvegese.

## Biografia
Sciatrice polivalente, Berit Strand debuttò in campo internazionale in occasione del trofeo Holmenkollen-Kandahar 1960 (Holmenkollen, 18-20 marzo), dove si classificò 11ª nello slalom gigante, 12ª nello slalom speciale e 11ª nella combinata; ai Mondiali di Chamonix 1962, sua unica presenza iridata, si piazzò 30ª nella discesa libera e 28ª nello slalom speciale e al trofeo Holmenkollen-Kandahar nello stesso anno (Holmenkollen, 2-4 marzo) vinse lo slalom gigante, mentre nell'edizione del 1963 (Holmenkollen, 14-15 marzo) fu 3ª nella combinata e in quella del 1964 (Voss, 14-15 marzo) disputò le sue ultima gare internazionali. Il suo congedo agonistico avvenne in occasione dei Campionati norvegesi 1966 (Oppdal, 4-6 marzo), dove vinse la medaglia d'argento nello slalom speciale; non prese parte a rassegne olimpiche.

## Palmarès

### Classiche
Holmenkollen-Kandahar
- 1 vittoria (slalom gigante a Holmenkollen 1962)

### Campionati norvegesi
- 6 medaglie[senza fonte]:
  - 1 oro (slalom speciale nel 1965)[1][7]
  - 2 argenti (slalom speciale nel 1964; slalom speciale nel 1966)
  -  3 bronzi (slalom gigante nel 1962; slalom speciale nel 1963; slalom gigante nel 1965)[senza fonte]